# Cheshire (Massachusetts)
Cheshire ist eine Kleinstadt im Berkshire County im Westen des US-amerikanischen Bundesstaats Massachusetts. Das U.S. Census Bureau hat bei der Volkszählung 2020 eine Einwohnerzahl von 3.258 ermittelt.

## Geographie
Der Ort Cheshire liegt im Tal des Hoosic Rivers am Cheshire Reservoir, einem Stausee zum Hochwasserschutz, umgeben vom Mount Greylock und vom North Mountain. Außerdem führt die der Appalachian Trail durch den Ort.

## Geschichte
Cheshire entstand 1766 und erlangte 1793 seine Unabhängigkeit. Der Ort wurde nach der nordwestenglischen Grafschaft Cheshire benannt. Bei der Wahl im Jahre 1793 war der Ort der einzige im gesamten County, der für Thomas Jefferson stimmte. Als Zeugnis der Unterstützung des neuen Präsidenten sandte der Ort ihm den 560 kg schweren Cheshire Mammoth Cheese, der mit sechs Pferden und über Wasser nach Washington, D.C. transportiert wurde. Die Industrie bestand zunächst aus  Schmieden, Gerbereien sowie Säge- und Getreidemühlen. 1812 wurde eine Glasfabrik sowie 1827 eine Baumwollfabrik mit 14 wassergetriebenen Webmaschinen eröffnet. Heutzutage ist der Tourismus die Haupterwerbsquelle der Einwohner.

## Verkehr
Cheshire liegt an der New England Interstate Route 8, die von Norden nach Süden durch den Ort verläuft. Außerdem führt die Massachusetts State Route 116 im Nordosten durch den Ort.

## Persönlichkeiten
- John Leland (1754–1841), ein einflussreicher Baptistenpastor, der 1792 nach Cheshire kam.
- Bernice Madigan (1899–2015), mit einem Alter von 115 Jahren eine der ältesten Frauen aller Zeiten.
- Horace Smith (1808–1893), Mitbegründer der Waffenschmiede Smith & Wesson, in Cheshire geboren
- David Dunnels White (1844–1924), Farmer und Soldat, in Cheshire geboren.